# Воттіньяско
Воттіньяско (італ. Vottignasco, п'єм. Votignasch) — муніципалітет в Італії, у регіоні П'ємонт,  провінція Кунео.
Воттіньяско розташоване на відстані близько 500 км на північний захід від Рима, 60 км на південь від Турина, 21 км на північ від Кунео.
Населення — 539 осіб (2014).
Щорічний фестиваль відбувається 24 червня. Покровитель — Madonna del Bosco.

## Демографія
Населення за роками:

Станом на 1 січня 2023 року в муніципалітеті офіційно проживало 35 іноземців з 8 країн, серед них 18 громадян країн Євросоюзу.

## Сусідні муніципалітети
- Савільяно
- Віллафаллетто